# Juan Carlos Holgado Romero
Juan Carlos Holgado Romero (Dierdorf, Alemanya Occidental, 16 d'abril de 1968) és un tirador amb arc espanyol, guanyador d'una medalla olímpica.
Va participar, als 20 anys, en els Jocs Olímpics d'Estiu de 1988 celebrats a Seül (Corea del Sud), on va finalitzar 52è en la prova individual de tir amb arc i 17è en la prova per equips. En els Jocs Olímpics d'Estiu de 1992 celebrats a Barcelona (Catalunya) aconseguí guanyar la medalla d'or en la prova per equips, juntament amb Antonio Vázquez i Alfonso Menéndez, i finalitzà 45è en la prova individual.